# Glaciar Vinciguerra
El glaciar Vinciguerra está ubicado en la provincia de Tierra del Fuego, Argentina. Es uno de los glaciares más importantes de la Provincia, aunque no el mayor. Junto a las turberas circundantes fue declarado sitio Ramsar en 2009. El sitio se denomina Glaciar Vinciguerra y turberas asociadas y es el más austral del mundo. El glaciar forma parte de la red de monitoreo de glaciares del «Grupo de trabajo de nieves y hielos» del «Programa Hidrológico Internacional» de la Unesco.
Dos vertientes de hielo confluyen en una lengua orientada al sur, cuyo desarrollo se da entre los 800 y 740 m s.n.m, con una pendiente del 15 %.En 2011 había perdido el 50% de la superficie que tenía en 1970, siendo el único glaciar de la provincia cuyo tramo inferior aún presenta esta morfología. Su frente se encuentra a 740 m s. n. m.
El valle que ocupa es tributario del valle de Andorra, cuyo curso principal es el arroyo Grande, segunda fuente de agua de la ciudad de Ushuaia. La altitud mayor alcanza los 1499 m s. n. m.
Entre 1970 y 2008 se registró un retroceso del glaciar de aproximadamente 500 m. La tasa de retroceso  fue de 11,5 m anuales entre 1970 a 2002, incrementándose entre 2002 y 2008 a 19,5 m por año. El agua de fusión del glaciar se concentra en la laguna de los Témpanos, ubicada a 725 m s. n. m., que antes de 1970 no existía porque el área estaba ocupada totalmente por el cuerpo glaciario.
En el sector argentino de la isla Grande de Tierra del Fuego, la Dirección General de Recursos Hídricos realiza un monitoreo sistemático en los glaciares Vinciguerra, Alvear, Martial Este y Martial Central, que consiste en observaciones climáticas, relevamientos topográficos de detalle, medición de desplazamiento y de caudales de fusión, balance de masa, cambios en la posición del frente y en la superficie glaciaria.
Después del Glaciar Martial, es el más visitado de los glaciares locales. 
El topónimo alude a Decio Vinciguerra, uno de los científicos que formó parte del equipo de investigadores en la expedición ítalo argentina a Tierra del Fuego en 1881, dirigida por Giacomo Bove.